# Rakaia macra
Rakaia macra är en spindeldjursart som beskrevs av Boyer och Gonzalo Giribet 2003. Rakaia macra ingår i släktet Rakaia och familjen Pettalidae. Inga underarter finns listade i Catalogue of Life.